# Kafes
Kafes (osmansko turško: قفس - kletka) ali knežji zapor  je bil zaprt del cesarskega harema v palači Topkapi v Istanbulu, v katerega so zapirali osmanske prince oziroma možne naslednike osmanskega prestola (turško: şehzade).
V zgodnji zgodovini Osmanskega cesarstva so bile pogoste nasledstvene vojne med rivalskimi sinovi pokojnega sultana. Novi sultani so po navadi pobili svoje brate, vključno z otroki, včasih tudi nekaj deset naenkrat. Takšna praksa je zmanjšala število upravičencev do prestola in nekajkrat skoraj pripeljala do izumrtja Osmanove dinastije. Kasnejša praksa zapiranje naslednikov v kafes je zagotovila varnost vladajočega sultana in nadaljevanje dinastije.  

## Prva uporaba
Ko je leta 1617 umrl sultan Ahmed I., je imel njegov najstarejši sin komaj trinajst let. Takrat se je prvič v štirinajstih generacijah sultanov zgodilo, da je Državni svet spremenil nasledstvene običaje in je za sultanovega naslednika izbral njegovega brata Mustafo I., ki je bil star 25 let, in ne njegovega mladoletnega sina. Mustafo so že naslednje leto prvič odstavili in ga kot prvega v zgodovini zaprli v kafes, čeprav so bili tako on kot tudi drugi princi v prejšnjih generacijah že izolirani v različnih udobnih hišnih priporih. 

## Pravilo starejšega
Naslednja izbira med sinom in mlajšim bratom, ki se je ponovno končala z izbiro brata, se je zgodila leta 1687, ko je na prestol prišel Sulejman II.. Od takrat naprej so pri izbiri novega sultana upoštevali pravilo starejšega. To je pomenilo, da je najstarejši kandidat iz mlajše generacije lahko postal sultan šele potem, ko so se zvrstili vsi kandidati iz starejše generacije. 
Iz tega pravila se je razvila navada, da so v kafes zapirali vse brate, bratrance in nečake aktualnega sultana najkasneje takrat, ko so morali v puberteti zapustiti ženski del harema. To je hkrati pomenilo konec njihovega šolanja, zato so mnogi sultani prišli na prestol slabo pripravljeni za vlogo vladarja in brez izkušenj za opravljanje poslov zunaj kafesa. V kafesu so se namreč družili samo s služabniki in ženskami iz harema in samo včasih tudi z odstavljenimi sultani.
Stopnja omejitev za zapornike v kafesu se je razlikovala od vladarja do vladarja. Abdulaziz (1861-1876) je v kafes zaprl svoje nečake, ko je nasledil svojega polbrata Abdulmedžida I., vendar jim je dovolil nekaj svobode. Ko je leta 1867 odpotoval v Evropo, je s seboj vzel celo dva najstarejša nečaka. V nekaterih obdobjih so zaprti kandidati lahko imeli tudi neplodne priležnice, zato ti sultani niso imeli sinov vse dokler niso prišli na prestol, njihovi sinovi pa so bili zato ob očetovi smrti pogosto še mladoletni. Zaradi pravila starejšega se je včasih zgodilo, da je bil med vladanjem svojih bratrancev in starejših bratov zaprt celo sultanov sin.
Nekaterni zaporniki so v kafesu odrasli in umrli še preden so dobili priložnost, da pridejo na prestol. Zapor je imel velik vpliv tudi na osebnost zapornikov. Mnogi od njih so imeli psihološke motnje, najmanj en odstavljen sultan in en naslednik sta v kafesu naredila samomor.

## Kasnejše obdobje
Zadnji in najdlje zaprti sultan med vsemi svojimi predhodniki je bil Mehmed Vahidetin (1918-1922). Ko je prišel na prestol, je bil star 56 let in je celo svoje življenje preživel v haremu ali v kafesu, kamor ga je zaprl njegov stric Abdulaziz. V kafesu je preživel vladanje kar treh svojih starejših bratov. 
V zadnjih letih osmanske dinastije je kafes postal samo še sinonim za prostor, kamor so zapirali možne prestolonaslednike, saj sultanova družina palače Topkapi že dolgo ni več uporabljala. Nasledniki zadnjega sultana so prebivali v palači Dolmabahče ob Bosporju, kjer je živel tudi sultan. Zadnji sultanov odstavljeni brat Amdulhamid II. je bil zaprt v palači Bejlerbeji, ki si jo je sam izbral in je tam leta 1918 tudi umrl. 